# Фторид дейтерия
Фторид дейтерия — неорганическое соединение фтора и дейтерия с формулой DF, бесцветный газ, хорошо растворяется в воде, является изотопной разновидностью фтороводорода. Смешивается с водой с образованием дейтероплавиковой кислоты.

## Получение
- Реакция фторсульфоновой кислоты с тяжёлой водой:

{\displaystyle {\mathsf {HSO_{3}F+D_{2}O\ \xrightarrow {} \ DF\uparrow +DHSO_{4}}}}
- Восстановление дейтерием фторида серебра:

{\displaystyle {\mathsf {D_{2}+2AgF\ \xrightarrow {} \ 2DF\uparrow +2Ag}}}

## Применение
- Как рабочее тело мощных инфракрасных лазеров.